# Fernand Requier
Pour les articles homonymes, voir Requier.
Fernand Requier est un footballeur français né le 4 février 1919 à Nîmes et mort dans la même ville le 11 octobre 1962. Il était défenseur.